# Antigua og Barbuda ved sommer-OL 2016
Antigua og Barbuda deltog ved Sommer-OL 2016 i Rio de Janeiro som blev afholdt i perioden 5. august til 21. august 2012. 

## Medaljer
| 2016 Rio de Janeiro | Guld | Sølv | Bronze | Total |
| Antigua og Barbuda  | 0    | 0    | 0      | 0     |